# Arbroath Football Club
El Arbroath Football Club es un club de fútbol de Escocia, con sede en Arbroath. Fue fundado el 1 de julio de 1878 y compite en la Scottish Championship, la segunda categoría del fútbol escocés.

## Historia
Fue fundado el 1 de julio de 1878 en la ciudad de Arbroath y entre su historia está en que ha sido hasta el momento el equipo que ha conseguido la mayor victoria en un partido oficial a nivel mayor, tras vencer al Bon Accord FC por marcador de 36-0 por la Copa de Escocia el 12 de septiembre de 1885. Jocky Petrie anotó 13 goles, máxima cantidad de goles de un solo jugador en un partido de fútbol británico. El mismo día también jugaban por el mismo torneo el Dundee Harp contra el Aberdeen Rovers, con triunfo del Dundee 35-0.
El 23 de abril del 2011 consiguieron su primer logro importante al vencer a sus rivales del Montrose 4-1 para ganar el título de la Tercera División de Escocia y lograr el ascenso a la Segunda División de Escocia, obteniendo su primer logro en 133 años de historia.

## Palmarés

### Títulos nacionales
- Tercera División de Escocia (2): 2018-19, 2024-25
- Cuarta División de Escocia (2): 2010-11, 2016-17